# Danse Macabre (album Duran Duran)
Danse Macabre è il sedicesimo album in studio del gruppo musicale britannico Duran Duran, pubblicato il 27 ottobre 2023 dalla BMG.
Album di cover a tema Halloween, il disco include anche tre inediti e quattro tracce reinventate riprese dal vecchio materiale dei Duran Duran. Nell'album compaiono gli ex chitarristi Andy Taylor e Warren Cuccurullo. All'interno del disco sono presenti anche delle collaborazioni con Nile Rodgers e Victoria De Angelis dei Måneskin. Esordisce al 4º posto nella Top 100 del Regno Unito e al 9º posto nella Top 20 italiana.

## Tracce
1. Nightboat – 4:23 – Duran Duran, 1981
2. Black Moonlight – 3:06 – Inedito
3. Love Voudou – 4:29 – Duran Duran, 1993
4. Bury a Friend – 3:04 – Billie Eilish, 2019
5. Supernature – 3:44 – Cerrone, 1977
6. Danse Macabre – 4:22 – Inedito
7. Secret Oktober 31st – 4:22 – Duran Duran, 1983
8. Ghost Town – 3:00 – The Specials, 1981
9. Paint It Black – 2:38 – The Rolling Stones, 1966
10. Super Lonely Freak – 4:27 – Rick James, 1981
11. Spellbound – 3:27 – Siouxsie and the Banshees, 1981
12. Psycho Killer – 4:25 – Talking Heads, 1977
13. Confession in the Afterlife – 4:33 – Inedito

Durata totale: 50:00

## Formazione

### Gruppo
- Simon Le Bon – voce
- Nick Rhodes – tastiere, foto della band
- John Taylor – basso, chitarra (6)
- Roger Taylor – batteria

Altri musicisti
- Andy Taylor - chitarra (1, 2, 4, 5, 7, 8, 9, 10, 11, 12)
- Nile Rodgers  – chitarra (2, 5)
- Warren Cuccurullo  – chitarra (3, 6)
- Dominic Brown  – chitarra (12, 13)
- Mr Hudson - chitarra (13)
- Joshua Blair - chitarra (4)
- Victoria De Angelis – basso e cori (12)
- Anna Ross – cori
- Rachael O'Connor – cori
- Simon Willescroft - sassofono (8, 10)
- Johnny Thirkell - flicorno (8)